# Frente Sur de Libia
La campaña del sur desierto de Libia es una campaña militar llevada a cabo por el Ejército de Liberación Nacional para tomar el control del sur de Libia, durante la Rebelión en Libia de 2011. 
Debido a la escasa cobertura de los medios en el sur de Libia, detalles de la campaña siguen siendo vagos e incontrolable por los medios de comunicación independientes, aunque The Wall Street Journal han reunido entrevistas con algunos rebeldes y los residentes locales. El informe de los eventos a continuación son casi exclusivamente provenientes de fuentes rebeldes o fuentes cercanas a la rebelión. Ni el gobierno libio de Trípoli basado ni los periodistas independientes han confirmado el relato se presenta a continuación.
A raíz de los acontecimientos la campaña del Este desierto libio montado por las fuerzas leales, atención se centró en la parte sur del desierto de Libia. A mediados de junio de 2011, el Desierto Oriental estaba bajo el control de las fuerzas de responder ante el Consejo Nacional de Transición de Benghazi. Los enfrentamientos en Sabha, la ciudad más grande en el Fezzan, a mediados de junio sugerido vulnerabilidades previamente desconocidas en un acuerdo considerado un bastión de los leales. Aunque anti-Gaddafi activistas y luchadores en Sabha fueron suprimidos con éxito, el NTC sugirió que el audaz intento de sublevación era un indicio de grietas en la base de apoyo de Gadafi en la ciudad oasis  
La campaña Salir de Kufra, un centro de población en el desierto del sureste, las fuerzas rebeldes supuestamente rodaron a través de Murzuq Distrito a lo largo de la frontera internacional con Chad y Níger a mediados de julio de 2011. Consiguieron el cruce de la frontera y tomó Tumu Al Qatrun el 17 de julio, sin disparar un tiro, también la captura de un campo de aviación militar y puesto de avanzada de Al Wigh cerca de la frontera de Níger. Pro-Gaddafi fuerzas se creía que se había retirado a Taraghin con el fin de bloquear un avance de los rebeldes sospechosos de Sabha, pero Taraghin fuerzas rebeldes por alto en su norte de prensa con el fin de capturar la aldea de Umm Al Aranib como una base avanzada. 
Las fuerzas leales atacaron Al Qatrun tres veces antes de finalmente volver a capturar el 23 de julio. Toubou miembros de la tribu, que declaró su apoyo al Consejo Nacional de Transición, se retiró al sur de la ciudad, dejando a unos 20.000 civiles atrapados entre ellos y el ejército. Al menos dos personas se cree que habían sido muertos y ocho heridos en el ataque final para retomar la ciudad. 
El 5 de agosto, Alain Juppé, el ministro francés de Exteriores, afirmó que las regiones del sur de Libia son "prácticamente bajo el control del NTC."  Sin embargo, no hubo una confirmación de la reclamación por eather medios de comunicación independientes, leales al oa los rebeldes.